# Azohydromonas
Azohydromonas es un género de bacterias gramnegativas de la familia Alcaligenaceae. Fue descrito en el año 2005. Su etimología hace referencia unidad fijadora de nitrógeno y autótrofa de hidrógeno. Son bacterias aerobias y móviles. Se ha aislado de suelos y ríos. Anteriormente, formaban parte del género Alcaligenes.

## Taxonomía
Actualmente hay 6 especies descritas:
- Azohydromonas australica
- Azohydromonas caseinilytica
- Azohydromonas lata
- Azohydromonas riparia
- Azohydromonas sediminis
- Azohydromonas ureilytica